# Kinga Dobay
Kinga Dobay (* 1975 in Târgu Mureș, Sozialistische Republik Rumänien) ist eine deutsch-ungarische Opernsängerin (Mezzosopran). Sie ist die Enkelin des ungarischen Fußballspielers Ștefan Dobay.

## Leben
Ihre musikalische Laufbahn begann mit einem Violinstudium. In der Folge studierte Kinga Dobay Musical-, dann Operngesang an der Musikhochschule Leipzig. Meisterklassen absolvierte sie u. a. bei Julia Hamari, Teresa Berganza und Grace Bumbry. Es folgte ein Aufbaustudium am Konservatorium Maastricht bei Mya Besselink.
2003 gab die Mezzosopranistin ihr Operndebüt als Carmen in der gleichnamigen Oper unter der Leitung von Yakov Kreizberg. Engagements führten Kinga Dobay an die Opernbühnen u. a. New National Theatre Tokio, Staatsoper Prag, Concertgebouw Amsterdam, Bregenzer Festspiele, Opera Ireland Dublin, Staatstheater Karlsruhe, Oper Leipzig, Münster, Dresden, Bonn, Halle, Ulm u. a. m. Neben ihrer Glanzrolle als Carmen ist sie ebenfalls in der Barockmusik zu Hause. Händels Titelrollen in Serse, Ariodante, Rinaldo, Imeneo gehören zu ihrem Repertoire, ferner die Rosina in Il barbiere di Siviglia, die Angelina in La Cenerentola, die Donna Elvira in Don Giovanni, Elle in La voix humaine von Francis Poulenc, die Maddalena in Rigoletto, die Fenena in Nabucco, die Orsola in Il Campiello von Ermanno Wolf-Ferrari, der Komponist in Ariadne auf Naxos sowie der Hänsel in Hänsel und Gretel. In der Spielzeit 2015/2016 gab sie ihr Debüt am Staatstheater Cottbus als Bramandante in Händels Alcina.
Die Allround-Künstlerin ist ferner eine gefeierte Musicalsängerin. Zu ihren Musicalrollen gehören beispielsweise die Anita in West Side Story, die sie 2004 bei den Bregenzer Festspiele verkörperte, die Aldonza in Der Mann von La Mancha oder die Lola Blau in Heute Abend: Lola Blau von Georg Kreisler. Von 2000 bis 2002 gab sie über 400 Vorstellungen in Revue Berlin und Jingle Bells im Friedrichstadtpalast. Die Künstlerin ist seit 2013 Dozentin für Oper, Operette und Musical am Lyric Opera Studio in Weimar.

## Auszeichnungen/Preise
- 1999: Erste Preisträgerin beim Bundeswettbewerb Gesang in Berlin
- 2000: 1. Musicalpreis und Publikumspreis beim Internationalen Gesangswettbewerb „Debüt in Meran“
- 2002: Orpheus-Preis beim Internationalen Gesangswettbewerb für italienische und französische Oper in Passau
- 2005: Zarzuela-Preis bei Plácido Domingos Operalia in Madrid
- 2005: Preisträger beim Shizuoka-Gesangswettbewerb in Hamamatsu (Japan)
- 2005: 2. Operettenpreis und Orpheus-Preis beim Internationalen Gesangswettbewerb Hans Gabor Belvedere in Wien
- 2006: 2. Opernpreis beim Concurso Internacional de Canto „Villa de Colmenar Viejo“
- 2006: 2. Opernpreis und Publikumspreis beim International Gesangswettbewerb IVC s’Hertogenbosch